# HK Olimpija Hertz 1996/97
Sezona 1996/97 HK Olimpija Hertz, ki je osvojila naslov prvaka v slovenski ligi, naslov podprvaka v alpski ligi in uvrstitev v drugi krog pokala evropskih prvakov.

## Postava
- Trener:  Pavle Kavčič

| Vratarji | Vratarji           | Vratarji          | Vratarji    | Vratarji | Vratarji                 | Vratarji                   |
| -------- | ------------------ | ----------------- | ----------- | -------- | ------------------------ | -------------------------- |
| #        | Nar                | Igralec           | Boljša roka | Sez.     | Starost (rojstni dan)    | Kraj rojstva               |
|          | Slovenija          | Martin Novak      | leva        | 11       | 26 let (27. januar 1970) | Ljubljana, Slovenija       |
|          | Slovenija          | Aleš Petronijevič | leva        | 2        | 19 let (17. julij 1977)  | Ljubljana, Slovenija       |
|          | Kanada · Slovenija | Stanley Reddick   |             | 2        | 27 let (12. julij 1969)  | Etobicoke, Ontario, Kanada |

| Branilci | Branilci  | Branilci          | Branilci    | Branilci | Branilci                  | Branilci             |
| -------- | --------- | ----------------- | ----------- | -------- | ------------------------- | -------------------- |
| #        | Nar       | Igralec           | Boljša roka | Sez.     | Starost (rojstni dan)     | Kraj rojstva         |
|          | Slovenija | Igor Beribak (C)  |             | 10       | 32 let (18. maj 1964)     | Ljubljana, Slovenija |
|          | Slovenija | Elvis Bešlagič    | leva        | 2        | 23 let (4. julij 1973)    | Jesenice, Slovenija  |
|          | Slovenija | Robert Ciglenečki | leva        | 3        | 22 let (17. julij 1974)   | Ljubljana, Slovenija |
|          | Slovenija | Boris Lotrič      |             | 1        | 20 let (17. januar 1976)  | Jesenice, Slovenija  |
|          | Slovenija | Peter Mihelič     |             | 2        | 17 let (5. avgust 1979)   | Ljubljana, Slovenija |
|          | Slovenija | Darko Prusnik     |             | 5        | 40 let (7. marec 1956)    | Ljubljana, Slovenija |
|          | Slovenija | Bojan Zajc        | desna       | 7        | 30 let (7. november 1965) | Ljubljana, Slovenija |

| Napadalci | Napadalci               | Napadalci         | Napadalci | Napadalci   | Napadalci | Napadalci                   | Napadalci                       |
| --------- | ----------------------- | ----------------- | --------- | ----------- | --------- | --------------------------- | ------------------------------- |
| #         | Nar                     | Igralec           | Položaj   | Boljša roka | Sez.      | Starost (rojstni dan)       | Kraj rojstva                    |
|           | Slovenija               | Jaka Avgustinčič  | F         | leva        | 3         | 19 let (27. oktober 1976)   | Ljubljana, Slovenija            |
|           | Kanada                  | David Haas        | LW        | leva        | 2         | 28 let (23. junij 1968)     | Toronto, Ontario, Kanada        |
|           | Kanada · Avstrija       | Kim Issel         | RW        |             | 1         | 28 let (25. september 1967) | Regina, Saskatchewan, Kanada    |
|           | Slovenija               | Ivo Jan           | C         | Desna       | 4         | 21 let (3. april 1975)      | Jesenice, Slovenija             |
|           | Kanada · Slovenija      | Ed Kastelic       | RW        | desna       | 2         | 32 let (29. januar 1964)    | Toronto, Ontario, Kanada        |
|           | Kanada                  | Jason Lafreniere  | C         | desna       | 1         | 29 let (6. december 1966)   | St. Catharines, Ontario, Kanada |
|           | Združene države Amerike | James Sandy Smith | RW        | desna       | 1         | 28 let (23. oktober 1967)   | Brainerd, Minnesota, ZDA        |
|           | Slovenija               | Mare Kumar        | F         |             | 2         | 21 let (7. marec 1975)      | Ljubljana, Slovenija            |
|           | Slovenija               | Jure Vnuk         | LW        | leva        | 7         | 23 let (18. junij 1973)     | Ljubljana, Slovenija            |
|           | Slovenija               | Tomaž Vnuk        | C         | desna       | 7         | 26 let (11. april 1970)     | Ljubljana, Slovenija            |
|           | Združene države Amerike | Mike Vukonich     | F         | leva        | 1         | 28 let (12. maj 1968)       | Duluth, Minnesota, ZDA          |
|           | Slovenija               | Luka Žagar        | LW        | leva        | 3         | 18 let (25. junij 1978)     | Ljubljana, Slovenija            |

## Tekmovanja

### Slovenska liga
Uvrstitev: 1. mesto

#### Finale
Igralo se je na štiri zmage po sistemu 1-1-1-1-1-1-1, * - po podaljšku.
|  | HK Olimpija Hertz | 2:1* | HK Acroni Jesenice | Hala Tivoli, Ljubljana |

| Poročilo tekme | Poročilo tekme | Poročilo tekme       | Poročilo tekme | Poročilo tekme |
| -------------- | -------------- | -------------------- | -------------- | -------------- |
|                |                | (0:0, 1:1, 0:0, 1:0) |                |                |

|  | HK Acroni Jesenice | 2:4 | HK Olimpija Hertz | Dvorana Podmežakla, Jesenice |

| Poročilo tekme | Poročilo tekme | Poročilo tekme  | Poročilo tekme | Poročilo tekme |
| -------------- | -------------- | --------------- | -------------- | -------------- |
|                |                | (0:1, 1:1, 1:2) |                |                |

|  | HK Olimpija Hertz | 8:2 | HK Acroni Jesenice | Hala Tivoli, Ljubljana |

| Poročilo tekme | Poročilo tekme | Poročilo tekme  | Poročilo tekme | Poročilo tekme |
| -------------- | -------------- | --------------- | -------------- | -------------- |
|                |                | (4:1, 1:1, 3:0) |                |                |

|  | HK Acroni Jesenice | 1:5 | HK Olimpija Hertz | Dvorana Podmežakla, Jesenice |

| Poročilo tekme | Poročilo tekme | Poročilo tekme  | Poročilo tekme | Poročilo tekme |
| -------------- | -------------- | --------------- | -------------- | -------------- |
|                |                | (0:3, 0:1, 1:1) |                |                |

### Alpska liga
Uvrstitev: 2. mesto

#### Redni del
| Poz | Klub            | OT | TOČ | Z  | N | P  | DG  | PG  | GR   |
| --- | --------------- | -- | --- | -- | - | -- | --- | --- | ---- |
| 1   | VEU Feldkirch   | 40 | 65  | 31 | 3 | 6  | 177 | 95  | +82  |
| 2   | EC VSV          | 40 | 55  | 25 | 5 | 10 | 194 | 125 | +69  |
| 3   | Olimpija Hertz  | 40 | 48  | 21 | 6 | 13 | 200 | 157 | +43  |
| 4   | EC KAC          | 40 | 48  | 21 | 6 | 13 | 162 | 126 | +36  |
| 5   | HC Bolzano      | 40 | 43  | 19 | 5 | 16 | 171 | 155 | +16  |
| 6   | EC Kapfenberg   | 40 | 41  | 16 | 9 | 15 | 134 | 124 | +10  |
| 7   | HC Milano Saima | 40 | 40  | 18 | 4 | 18 | 190 | 174 | +16  |
| 8   | HK Jesenice     | 40 | 34  | 15 | 4 | 21 | 131 | 163 | -32  |
| 9   | CE Wien         | 40 | 32  | 15 | 2 | 23 | 135 | 148 | -13  |
| 10  | HK Bled         | 40 | 27  | 11 | 5 | 24 | 118 | 194 | -76  |
| 11  | EC Graz         | 40 | 7   | 2  | 3 | 35 | 124 | 275 | -151 |

#### Končnica

##### Skupina A
| Poz | Klub            | OT | TOČ | Z | N | P | DG | PG | GR  |
| --- | --------------- | -- | --- | - | - | - | -- | -- | --- |
| 1   | Olimpija Hertz  | 3  | 4   | 2 | 0 | 1 | 14 | 11 | +3  |
| 2   | EC VSV          | 3  | 3   | 1 | 1 | 1 | 18 | 11 | +7  |
| 3   | HK Jesenice     | 3  | 3   | 1 | 1 | 1 | 7  | 17 | -10 |
| 4   | HC Milano Saima | 3  | 2   | 1 | 0 | 2 | 10 | 10 | 0   |

##### Finale
|  | Olimpija Hertz | 4:4 | VEU Feldkirch |  |

| Poročilo tekme | Poročilo tekme | Poročilo tekme | Poročilo tekme | Poročilo tekme |
| -------------- | -------------- | -------------- | -------------- | -------------- |
|                |                | (2:2,1:2,1:0)  |                |                |

|  | VEU Feldkirch | 6:1 | Olimpija Hertz |  |

| Poročilo tekme | Poročilo tekme | Poročilo tekme | Poročilo tekme | Poročilo tekme |
| -------------- | -------------- | -------------- | -------------- | -------------- |
|                |                | (1:0,2:0,3:1)  |                |                |

### Pokal evropskih prvakov
Uvrstitev: 2. krog

#### Prvi krog - skupina B
| Poz | Klub           | Točke |
| 1   | EHC Kloten     | 4     |
| 2   | Olimpija Hertz | 2     |
| 3   | KHL Zagreb     | 0     |

#### Drugi krog - skupina F
| Poz | Klub           | Točke |
| 1   | Lada Togliatti | 6     |
| 2   | Olimpija Hertz | 4     |
| 3   | Dunaferr SE    | 2     |
| 4   | HC Nik's Brih  | 0     |

## Statistika

### Najboljši strelci
| # | Igralec           | G  | P  | T   |
| - | ----------------- | -- | -- | --- |
| 1 | David Haas        | 45 | 56 | 101 |
| 2 | James Sandy Smith | 39 | 55 | 94  |
| 3 | Tomaž Vnuk        | 41 | 46 | 87  |
| 4 | Jure Vnuk         | 32 | 43 | 75  |
| 5 | Ivo Jan           | 35 | 31 | 66  |